# Dorstacris rubripennis
Dorstacris rubripennis är en insektsart som beskrevs av Marius Descamps 1978. Dorstacris rubripennis ingår i släktet Dorstacris och familjen gräshoppor. Inga underarter finns listade i Catalogue of Life.